# 東急ゴールデン・ヒットショー
『東急ゴールデン・ヒットショー』（とうきゅうゴールデン・ヒットショー）は、1966年10月1日から1967年1月14日までNET系列で放送されていたNETテレビ（現・テレビ朝日）製作の音楽番組である。東急リビンググループの単独提供。全14回。
三國一朗が司会を務めていたスタジオトーク番組で、毎回当時の人気歌手とその歌手ゆかりの著名人をゲストに招いて行われていた。番組は、毎回ゲスト歌手のヒット曲にスポットを当て、人気の秘密を探ることをコンセプトにしていた。また、同伴のゲストに好きな曲をリクエストさせるのも番組の特色となっていた。

## 放送時間
いずれも日本標準時。
- 土曜 20:30 - 20:56（1966年10月1日 - 1966年12月24日） - 12月31日には、この時間帯（土曜 20:00 - 20:56）で『世界の王者 キングコング大会』と題しての単発アニメの放送が行われた。
- 土曜 19:00 - 19:30（1967年1月7日 - 1967年1月14日）

## メインゲスト
1. 三波春夫
2. アイ・ジョージ
3. 弘田三枝子
4. 橋幸夫
5. 梓みちよ
6. 和田弘とマヒナスターズ
7. 島倉千代子
8. 園まり
9. ダーク・ダックス
10. 三橋美智也
11. ボブ・マグラス
12. 江利チエミ
13. 村田英雄
14. 三田明